# Lotto Soudal/Saison 2020
Diese Liste beschreibt die Mannschaft und die Erfolge des Radsportteams Lotto Soudal in der Saison 2020.

## Mannschaft
| Teamkader 2020                        | Teamkader 2020     | Teamkader 2020         | Teamkader 2020                       |
| Name                                  | Geburtsdatum       | Land                   | Vorheriges Team                      |
| ------------------------------------- | ------------------ | ---------------------- | ------------------------------------ |
| Sander Armée                          | 10. Dezember 1985  | Belgien                | Topsport Vlaanderen-Baloise (2013)   |
| Steff Cras                            | 13. Februar 1996   | Belgien                | Katusha-Alpecin (2019)               |
| Jasper De Buyst                       | 24. November 1993  | Belgien                | Topsport Vlaanderen-Baloise (2014)   |
| Thomas De Gendt                       | 6. November 1986   | Belgien                | Omega Pharma-Quick Step (2014)       |
| John Degenkolb                        | 7. Januar 1989     | Deutschland            | Trek-Segafredo (2019)                |
| Stan Dewulf                           | 20. Dezember 1997  | Belgien                | Lotto-Soudal U23 (2018)              |
| Jonathan Dibben                       | 12. Februar 1994   | Vereinigtes Königreich | Madison Genesis (2019)               |
| Caleb Ewan                            | 11. Juli 1994      | Australien             | Mitchelton-Scott (2018)              |
| Frederik Frison                       | 28. Juli 1992      | Belgien                | Lotto-Soudal U23 (2015)              |
| Philippe Gilbert                      | 5. Juli 1982       | Belgien                | Deceuninck-Quick Step (2019)         |
| Kobe Goossens                         | 29. April 1996     | Belgien                | Lotto-Soudal U23 (2019)              |
| Carl Fredrik Hagen                    | 26. September 1991 | Norwegen               | Joker Icopal (2018)                  |
| Adam Hansen                           | 11. Mai 1981       | Australien             | HTC-Columbia (2010)                  |
| Matthew Holmes                        | 8. Dezember 1993   | Vereinigtes Königreich | Madison Genesis (2019)               |
| Rasmus Byriel Iversen                 | 16. September 1997 | Dänemark               | General Store Bottoli Zardini (2018) |
| Roger Kluge                           | 5. Februar 1986    | Deutschland            | Mitchelton-Scott (2018)              |
| Nikolas Maes                          | 9. April 1986      | Belgien                | Etixx-Quick Step (2016)              |
| Tomasz Marczyński                     | 6. März 1984       | Polen                  | Torku Şekerspor (2015)               |
| Rémy Mertz                            | 17. Juli 1995      | Belgien                | Color Code-Arden'Beef (2016)         |
| Stefano Oldani                        | 10. Januar 1998    | Italien                | Kometa (2019)                        |
| Gerben Thijssen                       | 21. Juni 1998      | Belgien                | Lotto-Soudal U23 (2018)              |
| Tosh Van der Sande                    | 28. November 1990  | Belgien                | Omega Pharma-Lotto Davo (2011)       |
| Brian van Goethem                     | 16. April 1991     | Niederlande            | Roompot-Nederlandse Loterij (2018)   |
| Brent Van Moer                        | 12. Januar 1998    | Belgien                | Lotto-Soudal U23 (2019)              |
| Harm Vanhoucke                        | 17. Juni 1997      | Belgien                | Lotto-Soudal U23 (2018)              |
| Florian Vermeersch (1. Jun.–31. Dez.) | 12. März 1999      | Belgien                | Lotto-Soudal U23 (2020)              |
| Jelle Wallays                         | 11. Mai 1989       | Belgien                | Topsport Vlaanderen-Baloise (2015)   |
| Tim Wellens                           | 10. Mai 1991       | Belgien                | Lotto-Belisol U23 (2012)             |
|                                       |                    |                        |                                      |
| Quelle: ProCyclingStats               |                    |                        |                                      |

## Erfolge

### UCI WorldTour
| Datum        | Rennen                     | Fahrer         |
| ------------ | -------------------------- | -------------- |
| 22. Januar   | 2. Etappe Tour Down Under  | Caleb Ewan     |
| 24. Januar   | 4. Etappe Tour Down Under  | Caleb Ewan     |
| 26. Januar   | 6. Etappe Tour Down Under  | Matthew Holmes |
| 24. Februar  | 2. Etappe UAE Tour         | Caleb Ewan     |
| 31. August   | 3. Etappe Tour de France   | Caleb Ewan     |
| 9. September | 11. Etappe Tour de France  | Caleb Ewan     |
| 24. Oktober  | 5. Etappe Vuelta a España  | Tim Wellens    |
| 4. November  | 14. Etappe Vuelta a España | Tim Wellens    |

### UCI ProSeries
| Datum         | Rennen                       | Fahrer         |
| ------------- | ---------------------------- | -------------- |
| 16. August    | 1. Etappe Tour de Wallonie   | Caleb Ewan     |
| 17. September | 3. Etappe Tour de Luxembourg | John Degenkolb |
| 14. Oktober   | Scheldeprijs                 | Caleb Ewan     |

### UCI Continental Circuits
| Datum      | Rennen                              | Kat. | Fahrer       |
| ---------- | ----------------------------------- | ---- | ------------ |
| 29. August | 3a. Etappe Tour du Poitou-Charentes | 2.1  | Sander Armée |